# Webvisual TV
Webvisual TV és un canal de televisió a través d'internet que va encetar la seva programació el 2003 amb l'objectiu d'informar en llengua de signes catalana, mitjançant vídeos penjats a la xarxa. L'any 2019 va dur a terme un canvi de disseny més intuïtiu i més visual, amb botons per compartir a les xarxes socials i un cercador que permet trobar qualsevol informació. 'Webvisual' s'adapta a tota mena de dispositius: ordinadors, telèfons mòbils, tauletes, etc. perquè es puguin veure les notícies a qualsevol lloc i en qualsevol moment.
Els apartats principals de Webvisual son 'Notisord' (amb notícies sobre Comunitat Sorda), 'Notícies' (amb notícies d'actualitat de la societat en general), 'Actualitat' i 'Obrim', apartat disposat per temàtiques ("Quin món", "Reportatges", "Entrevistes", "Contes", "Esports", etc.). Webvisual també té un perfil a Instagram, @Webvisual_tv, que permet seguir les novetats diàriament, igual que succeeix a Twitter, on també es comparteixen notícies sobre comunitat sorda i la llengua de signes. També es pot seguir a Webvisual.tv a través de Facebook.
L'any 2015 'Webvisual' va rebre un el Premi LSC de Foment de la Llengua de Signes Catalana de la Generalitat de Catalunya.